# Copa Al Kurafi
La Copa Al Kurafi fou una competició de futbol a Kuwait. Es va celebrar entre 1999 i 2007.

## Historial
Font:
- 1998/99: Al Arabi Kuwait
- 1999/00: Al Salmiya Club
- 2000/01: Al Arabi Kuwait
- 2001/02: Al Arabi Kuwait
- 2002/03: Al Qadisiya Kuwait 0-0 (pr., 6-5 pen) Al Kazma Kuwait
- 2003/04: Al Kazma Kuwait 1-0 Al Arabi Kuwait
- 2004/05: Al Kuwait Kaifan 1-1 (pr., 5-3 pen) Al Qadisiya Kuwait
- 2005/06: Al Qadisiya Kuwait 2-1 Al Arabi Kuwait
- 2006/07: Al Kazma Kuwait 1-0 Al Kuwait Kaifan